# Gafanhão
Gafanhão ist ein Ort und eine ehemalige Gemeinde (Freguesia) im portugiesischen Kreis Castro Daire. Die Gemeinde hatte 128 Einwohner (Stand 30. Juni 2011).
Am 29. September 2013 wurden die Gemeinden Gafanhão und Reriz zur neuen Gemeinde União das Freguesias de Reriz e Gafanhão zusammengeschlossen.